# Wereldkampioenschappen moderne vijfkamp 1989
De wereldkampioenschappen moderne vijfkamp 1989 werden gehouden voor vrouwen in Warschau Polen. De mannen streden in het Hongaarse Boedapest. Er stonden vijf onderdelen op het programma, de estafette voor de mannen stond voor het eerst op het programma.

## Medailles

### Mannen
| Onderdeel   | Goud | Goud                                            | Zilver | Zilver                                                      | Brons | Brons                                                |
| ----------- | ---- | ----------------------------------------------- | ------ | ----------------------------------------------------------- | ----- | ---------------------------------------------------- |
| Individueel | HUN  | László Fábián                                   | HUN    | Attila Mizsér                                               | TCH   | Petr Blažek                                          |
| Team        | HUN  | János Martinek László Fábián Attila Mizsér      | URS    | Leonid Vitoslavskiy Anatoli Starostin Vachtang Jagorasjvili | TCH   | Milan Kadlec Tomáš Fleissner Petr Blažek             |
| Estafette   | HUN  | Attila Kálnoki Kis Gábor Martinek Attila Mizsér | FRG    | Ulrich Czermak Nico Motchebon Uwe Zimmer                    | URS   | Vachtang Jagorasjvili Oleg Plaksin Anatoli Starostin |

### Vrouwen
| Onderdeel   | Goud | Goud                                     | Zilver | Zilver                              | Brons | Brons                                                     |
| ----------- | ---- | ---------------------------------------- | ------ | ----------------------------------- | ----- | --------------------------------------------------------- |
| Individueel | USA  | Lori Norwood                             | HUN    | Irene Kovács                        | FRA   | Caroline Delemer                                          |
| Team        | POL  | Dorota Idzi Anna Sulima Iwona Kowalewska | USA    | Lori Norwood Kim Arata Teresa Lewis | ITA   | Barbara Boccolari Fabrizia Alessandrini Federica Foghetti |

### Medaillespiegel
| Plaats | Land                     | Goud | Zilver | Brons | Totaal |
| 1      | Hongarije                | 3    | 2      | 0     | 5      |
| 2      | Verenigde Staten         | 1    | 1      | 0     | 2      |
| 3      | Polen                    | 1    | 0      | 0     | 1      |
| 4      | Sovjet-Unie              | 0    | 1      | 1     | 2      |
| 5      | Bondsrepubliek Duitsland | 0    | 1      | 0     | 1      |
| 6      | Tsjecho-Slowakije        | 0    | 0      | 2     | 2      |
| 7      | Frankrijk                | 0    | 0      | 1     | 1      |
| 7      | Italië                   | 0    | 0      | 1     | 1      |
| Totaal | Totaal                   | 5    | 5      | 5     | 15     |